# Jean-Jacques Gautier
Jean-Jacques Gautier fue un escritor, crítico y ensayista francés, nacido el 4 de noviembre de 1908 en Essômes-sur-Marne, departamento de Aisne, región de Picardía, y fallecido en París el 20 de abril de 1986. Ganó el premio Goncourt en 1946 con la novela Histoire d'un fait divers (Historia de un suceso).

## Biografía
Jean-Jacques Gautier era normando por parte de padre, farmacéutico en Dieppe  (Sena Marítimo), donde se crio y curso sus estudios, y de la Champaña (provincia), por parte de madre. Estudió en la Facultad de Letras de Caen y empezó  en 1934 como redactor en L’Écho de Paris, donde luego fue secretario de redacción. Continuó ejerciendo el mismo cargo en L’Époque desde su fundación hasta la guerra, en que fue hecho prisionero de los alemanes hasta 1941. Fue liberado como enfermero. Empezó a escribir crónicas parisinas y teatrales para Le Figaro con el nombre de "Le Boulevardier", hasta 1942, año en que el diario cerró para reabrir en 1944, tras la liberación, momento en que Gautier fue encargado por Pierre Brisson de escribir la crítica teatral. Fue secretario general de la Comédie-Française hasta 1946, y miembro de la Academia Francesa desde 1972.

## Obra
- L'Oreille, 1946
- Histoire d'un fait divers, Ed. Julliard, 1946. Premio Goncourt. En castellano, Historia de un suceso vulgar, como parte de Los premios Goncourt de novela III, Plaza y Janés, 1958.
- Le Puits aux trois vérités, 1949
- La Demoiselle du Pont-aux-Ânes, 1950
- Paris sur scène, illustrations de Jean Sennep, 1951
- Nativité, 1952
- M'auriez-vous condamné ? 1952
- Maria-la-Belle, 1954
- C'est tout à fait moi, 1956
- Vous aurez de mes nouvelles, 1957
- Si tu ne m'aimes je t'aime, 1960
- C'est pas d'jeu ! 1962
- Deux Fauteuils d'orchestre, 1962
- La Comédie française, 1964
- Un Homme fait, 1965
- La Chambre du fond, 1970
- Une Femme prisonnière, 1970
- Théâtre d'aujourd'hui, dix ans de critique dramatique, et des Entretiens avec Moussa Abadi sur le théâtre et la critique, ilustraciones de Sennep, 1972
- Cher Untel, 1974
- Je vais tout vous dire, 1976
- Âme qui vive, 1978
- Face, trois quarts, profil, 1980
- Dominique, 1981
- Une Amitié tenace, 1982
- Le Temps d'un sillage, 1985
- Mon dernier livre n'aura pas de fin, prefacio de Jean-Louis Curtis, 1988
- Il faut que je parle à quelqu'un, 2003